# ADN-polymérase II

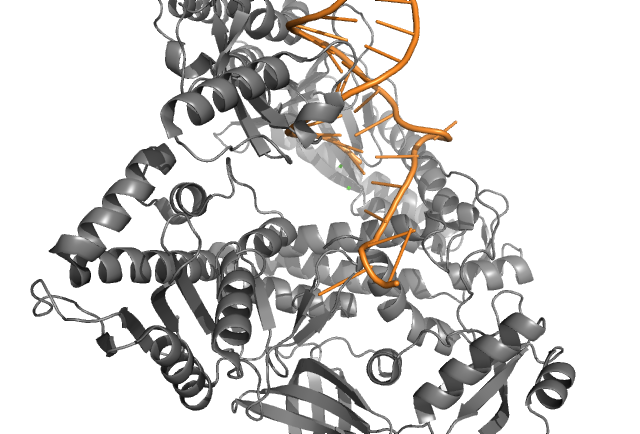
Site actif de réparation de l'ADN polymérase II

L'ADN-polymérase II, ou pol II, est une ADN-polymérase présente chez les bactéries et intervenant vraisemblablement avant tout dans la réparation de l'ADN. Elle diffère de l'ADN-polymérase I en ce qu'elle ne possède pas d'activité exonucléase 5' → 3'.
Il s'agit d'une enzyme de 90 kDa qui est codée par le gène polB. Elle est susceptible d'ajouter de nouvelles paires de bases à la vitesse de 40 à 50 désoxyribonucléotides par seconde, ce qui est trop faible pour permettre la duplication d'un génome entier. Elle présente en revanche une très bonne fidélité, n'insérant que peu de désoxynucléotides erronés. Les souches bactériennes dépourvues de ce gène ne présentent aucune difficulté de croissance ou de réplication. La synthèse de la pol II est induite lors de la phase stationnaire de la croissance cellulaire, au cours de laquelle l'activité de réplication de l'ADN est faible. La phase stationnaire est cependant celle pendant laquelle l'ADN peut accumuler des altérations, telles que des lacunes, de sorte que la pol II interviendrait essentiellement pour assurer la permanence de l'intégrité du génome de la cellule.